# Província de Kaffa

Kaffa fins al 1995

Kaffa fou una província del sud-oest d'Etiòpia; la seva capital era Jimma. Portava el nom de l'antic Regne de Kaffa.
Kaffa feia frontera a l'oest i al sud amb el Sudan, al nord-oest amb Illubabor i amb Walega o Welega, al nord-est amb Shewa, a l'est amb Sidama, i al sud-est amb Gamu-Gofa.

## Història
Aquesta província va ser creada com a resultat de la Proclamació 1 de 1943 que establia 12 taklai ghizat (governs generals provincials) amb les 42 províncies existents anteriorment. Una comparació dels dos mapes a Margary Perham The Government of Ethiopia mostra que Kaffa es va crear combinant els anteriors regnes de Kaffa, Jimma, Gera, Gomma, Limmu-Ennarea i Janjero, amb les províncies (creades el 1935) de Guraferda, Benesso, Maji, Shewa Gimira, Goldiya, Konta i Kullo. Com a resultat el regne de Kaffa, que havia estat conquerit per Menelik II el 1897, donava nom a la nova província, mentre que el Regne de Jimma, un vell rival de Kaffa, aportava la ciutat capital.
Amb l'adopció de la nova constitució el 1995, Kaffa passava en part a Oròmia i la resta a la regió de les Nacions, Nacionalitats i Pobles Meridionals.
Al setembre de 2021, el poble de Kaffa celebra un referèndum per crear una nova regió, l’onzena d’Etiòpia, anomenada sud-oest i formada per Kaffa i cinc altres zones administratives properes.

## Economia
Kaffa és la llar original del cafè que creix aquí de manera salvatge, a les selves i a les muntanyes, en diverses varietats. Totes les plantes de l'espècie Coffea arabica al món són originades en plantes de Kaffa.
El cafè ha estat molt de temps la font principal d'ingressos, però a causa dels preus mundials bruscament decreixents pel cafè, els residents cada vegada més han de cultivar altres cultius. Han convertit kes selves del tombant en zones agrícoles noves, i l'estructura de la regió s'ha deteriorat.
Les selves que dominaven la regió de Kaffa anteriorment es redueixen ara a només un 3% de la seva mida original; durant els 30 darrers anys un 60% dels arbres s'han perdut.
Fa alguns anys hi ha un projecte de conservació de selves, que protegeix l'ús de les últimes existències salvatges de cafè que creix a la selva. Actualment, unes 30 cooperatives estan collint i comercialitzen aquest cafè d'especialitat i ha ajudat a més de 40.000 persones a aconseguir ingressos.